# Steven Adler
Steven Adler, anomenat "Popcorn", és el bateria d'Adler's Appetite, conegut especialment per haver estat el bateria original de la banda Guns N' Roses. Amb aquesta banda va gravar l'"Appetite for Destruction", un dels més venuts de la història (33.100.000 de còpies) i "G N' R Lies".

## Biografia
Va néixer a Cleveland, Ohio, el 22 de gener de 1965. En la seva adolescència va conèixer el que seria el futur guitarrista líder de Guns N' Roses, Slash, el seu inseparable amic. Això va passar una tarda quan Steven anava en skate i després d'una caiguda, Saul Hudson (Slash) se li va acostar amb la seva bicicleta per veure si l'Steven estava bé. Aquest mateix dia - segons comenta Slash en una entrevista - Steven li va mostrar uns acords en la seva vella guitarra i li va despertar l'amor per les 6 cordes.

### Inicis
Junts van formar una banda anomenada Road Crew, i en dissoldre's aquesta, Adler i Slash van ser cridats per integrar-se a Guns N' Roses, ja que Tracii Guns i Rob Gardner continuarien amb LA Guns (ex banda d'Axl Rose i Izzy Stradlin) Per això és que Duff McKagan els va cridar per integrar-se en la formació original que va fer història dins del món del rock n 'roll, Guns N' Roses. Steven Adler va tocar la bateria en dos àlbums, "Appetite for Destruction" i "G N' R Lies" i un mini LP amb el seu propi segell discogràfic UZI Suicide, titulat "Live ?!*@ Like a Suicide".

### Després de Guns N' Roses
Quan Axl Rose es va entossudir que el grup deixés de consumir drogues, Adler va ser l'únic que no va poder fer-ho, i per conseqüència va sortir del grup i en el seu lloc va entrar Matt Sorum, bateria que també havia col·laborat amb The Cult. Adler va seguir enganxat a la droga fins a patir un infart (que li va deixar seqüeles en la parla) després de consumir 'speedball'.
Ha guanyat un cas als tribunals en què acusava a la seva antiga banda d'haver-li forçat a consumir heroïna durant la seva permanència en el grup. A l'octubre de 1991 Steven imposa un judici a la banda adduint que no era l'únic que es drogava en els temps en què havia estat expulsat i que la resta dels integrants també ho feien. A més afirmava que era un dels amos del nom Guns N' Roses, per la qual cosa li corresponien drets d'ingrés. Un any més tard Steve guanya el judici, amb la qual cosa el jutge dicta que cada integrant li aboni una suma de diners. Aquesta suma arribaria a una quantitat total de 2.500.000 de dòlars. Amb això Steven quedaria totalment fora del grup.

### Actualitat
En l'actualitat ha superat la seva addicció i toca la bateria en la seva banda Adler's Appetite. També es troba escrivint un llibre autobiogràfic amb l'ajut de la seva mare, que porta per nom: My Appetite for Destruction: Sex, and Drugs, and Guns N' Roses. És sobre els dies en què va pertànyer a Guns N' Roses, i va sortir a la venda el 27 de juliol 2010.
El març de 2009, Steven Adler va anunciar que tocaria en una de les cançons de Slash, en el primer àlbum en solitari del seu amic. El disc de Slash que compta amb la participació de nombroses estrelles del rock va sortir a la venda a març de 2010. El tema en el qual va participar Steven Adler es titula "Baby Can't Drive" i és interpretat per Alice Cooper i Nicole Scherzinger i amb col·laboració de Flea. A més, Slash produirà el proper àlbum d'Adler's Appetite. En la mateixa entrevista, Steven s'ha queixat que Axl Rose continuï dient al seu grup Guns N' Roses després que tots els membres originals hagin deixat el grup.
El 22 de novembre de 2009, Steven Adler va tocar "Paradise City" al costat de Slash i Duff McKagan a Los Angeles.